# Johann Evangelist Haller
Johann Evangelist Haller (San Martino in Passiria, 30 aprile 1825 – Salisburgo, 5 maggio 1900) è stato un cardinale e arcivescovo cattolico austriaco.

## Biografia
Nacque a San Martino in Passiria il 30 aprile 1825 dal contadino Johann Haller e da Anna Sprenger.
Fu arcivescovo di Salisburgo dal 1890 al 1900.
Papa Leone XIII lo elevò al rango di cardinale nel concistoro del 29 novembre 1895.
Morì il 5 maggio 1900 all'età di 75 anni.

## Genealogia episcopale e successione apostolica
La genealogia episcopale è:
- Cardinale Scipione Rebiba
- Cardinale Giulio Antonio Santori
- Cardinale Girolamo Bernerio, O.P.
- Arcivescovo Galeazzo Sanvitale
- Cardinale Ludovico Ludovisi
- Cardinale Luigi Caetani
- Cardinale Ulderico Carpegna
- Cardinale Paluzzo Paluzzi Altieri degli Albertoni
- Papa Benedetto XIII
- Papa Benedetto XIV
- Papa Clemente XIII
- Cardinale Giovanni Battista Caprara Montecuccoli
- Vescovo Dionys von Rost
- Vescovo Karl Franz von Lodron
- Vescovo Bernhard Galura
- Vescovo Giovanni Nepomuceno de Tschiderer
- Cardinale Friedrich Johann Joseph Cölestin von Schwarzenberg
- Cardinale Maximilian Joseph von Tarnóczy
- Cardinale Johann Evangelist Haller

La successione apostolica è:
- Cardinale Johannes Baptist Katschthaler (1891)
- Vescovo Leopold Schuster (1893)